# 赫尔曼·施托克
赫尔曼·施托克（德語：Hermann Stork，1911年8月30日—1962年6月12日），德国前男子跳水运动员。他曾代表德国参加1936年夏季奥林匹克运动会跳水比赛，获得男子10米跳台铜牌。